# Europees kampioenschap voetbal vrouwen 2013 (kwalificatie) - Groep 1
In de kwalificatierondes voor het Europees kampioenschap voetbal vrouwen 2013 - Groep 1 wordt door zes landen gestreden om één ticket voor het eindtoernooi. Tevens kan de nummer 2 zich kwalificeren voor play-offs waar alsnog een ticket te verdienen valt of, wanneer het de beste nummer twee van de gehele kwalificatie blijkt te zijn, kan het een rechtstreeks ticket voor het eindtoernooi krijgen.

## Stand
| # | Land                  | Wedstrijden | Wedstrijden | Wedstrijden | Wedstrijden | Doelpunten | Doelpunten | Doelpunten | Punten |
| - | --------------------- | ----------- | ----------- | ----------- | ----------- | ---------- | ---------- | ---------- | ------ |
| # | Land                  | G           | W           | G           | V           | V          | T          | Saldo      | Punten |
| 1 | Italië                | 10          | 9           | 1           | 0           | 35         | 0          | +35        | 28     |
| 2 | Rusland               | 10          | 7           | 1           | 2           | 31         | 6          | +25        | 22     |
| 3 | Polen                 | 10          | 5           | 2           | 3           | 17         | 11         | +6         | 17     |
| 4 | Bosnië en Herzegovina | 10          | 3           | 1           | 6           | 12         | 21         | -9         | 10     |
| 5 | Griekenland           | 10          | 0           | 5           | 5           | 7          | 20         | -13        | 5      |
| 6 | Macedonië             | 10          | 0           | 2           | 8           | 5          | 49         | -44        | 2      |

## Wedstrijden
NB: Alle tijden zijn in Midden-Europese Tijd.
|                         |                       |                   |        |                                                                            |
| 17 september 2011 18:00 | Bosnië en Herzegovina | 0 – 1             | Italië | Asim Ferhatović Hase Stadion, Sarajevo Scheidsrechter: Jana Adámková (CZE) |
| 17 september 2011 18:00 |                       | 44' (pen.) Parisi |        | Asim Ferhatović Hase Stadion, Sarajevo Scheidsrechter: Jana Adámková (CZE) |

|                         |       |                            |         |                                                              |
| 21 september 2011 16:00 | Polen | 0 – 3 (r)                  | Rusland | Stadion OSiR-u, Racibórz Scheidsrechter: Teodora Albon (ROU) |
| 21 september 2011 16:00 |       | 18' Morozova 81' Sotsjneva |         | Stadion OSiR-u, Racibórz Scheidsrechter: Teodora Albon (ROU) |

De wedstrijd werd naderhand omgezet in een reglementaire 0-3 overwinning voor Rusland.
|                       |                                       |       |                       |                                                                        |
| 22 oktober 2011 13:00 | Rusland                               | 4 – 1 | Bosnië en Herzegovina | Krasnoarmeysk Stadion, Krasnoarmeysk Scheidsrechter: Anja Kunick (GER) |
| 22 oktober 2011 13:00 | Petrova 27', 55' Sjljapina 80', 90+1' |       | 54' Kuliš             | Krasnoarmeysk Stadion, Krasnoarmeysk Scheidsrechter: Anja Kunick (GER) |

|                       |           |                                                                                   |        |                                                                      |
| 22 oktober 2011 14:00 | Macedonië | 0 – 9                                                                             | Italië | Gotse Deltsjevstadion, Prilep Scheidsrechter: Knarik Grigoryan (ARM) |
| 22 oktober 2011 14:00 |           | 1', 11' Conti 18', 72' Camporese 31', 34', 79' Sabatino 36' Parisi 52' Gabbiadini |        | Gotse Deltsjevstadion, Prilep Scheidsrechter: Knarik Grigoryan (ARM) |

|                       |                           |       |             |                                                                      |
| 22 oktober 2011 16:00 | Polen                     | 2 – 0 | Griekenland | IM Ksiedza Wladyslaw, Nowy Sącz Scheidsrechter: Séverine Zinck (FRA) |
| 22 oktober 2011 16:00 | Żelazko 45+4' (pen.), 49' |       |             | IM Ksiedza Wladyslaw, Nowy Sącz Scheidsrechter: Séverine Zinck (FRA) |

|                       |              |       |                                 |                                                                   |
| 26 oktober 2011 14:00 | Macedonië    | 1 – 1 | Griekenland                     | Gotse Deltsjevstadion, Prilep Scheidsrechter: Elia Martinez (ESP) |
| 26 oktober 2011 14:00 | Andonova 86' |       | 37' Papdopoulou 7', 39' Adamaki | Gotse Deltsjevstadion, Prilep Scheidsrechter: Elia Martinez (ESP) |

|                       |                       |       |         |                                                                                |
| 26 oktober 2011 15:00 | Italië                | 2 – 0 | Rusland | Stadio Omobono Tenni, Treviso Scheidsrechter: Christina Westrum Pedersen (NOR) |
| 26 oktober 2011 15:00 | Conti 10' (pen.), 28' |       |         | Stadio Omobono Tenni, Treviso Scheidsrechter: Christina Westrum Pedersen (NOR) |

|                       |                                          |       |                       |                                                               |
| 26 oktober 2011 19:30 | Polen                                    | 4 – 0 | Bosnië en Herzegovina | Pilkarski, Sosnowiec Scheidsrechter: Sandra Braz Bastos (POR) |
| 26 oktober 2011 19:30 | Żelazko 45+1', 77' Winczo 82' Stobba 86' |       |                       | Pilkarski, Sosnowiec Scheidsrechter: Sandra Braz Bastos (POR) |

|                        |                       |       |                                              |                                                                         |
| 19 november 2011 13:00 | Macedonië             | 2 – 6 | Bosnië en Herzegovina                        | Gotse Deltsjevstadion, Prilep Scheidsrechter: Natalja Aleksachina (UKR) |
| 19 november 2011 13:00 | Saliihi 50' Rochi 78' |       | 17' Kršo 33', 36', 60', 76' Kuliš 79' Spahić | Gotse Deltsjevstadion, Prilep Scheidsrechter: Natalja Aleksachina (UKR) |

|                        |             |                                                                       |         |                                                          |
| 19 november 2011 14:00 | Griekenland | 0 – 4                                                                 | Rusland | Municipal, Athene Scheidsrechter: Pernilla Larsson (SWE) |
| 19 november 2011 14:00 |             | 23' (pen.), 78' Petrova 58' Sotsjneva 79' Terechova 67', 86' Danilova |         | Municipal, Athene Scheidsrechter: Pernilla Larsson (SWE) |

|                        |       |                                                   |        |                                                    |
| 19 november 2011 17:00 | Polen | 0 – 5                                             | Italië | MZOS,Pruszków Scheidsrechter: Esther Staubli (ITA) |
| 19 november 2011 17:00 |       | 25', 63', 82' Gabbiadini 74' Panico 77' Camporese |        | MZOS,Pruszków Scheidsrechter: Esther Staubli (ITA) |

|                        |           |                            |       |                                                                  |
| 23 november 2011 13:00 | Macedonië | 0 – 3                      | Polen | Gotse Deltsjevstadion, Prilep Scheidsrechter: Eszter Urban (HUN) |
| 23 november 2011 13:00 |           | 4', 13' Winczo 10' Żelazko |       | Gotse Deltsjevstadion, Prilep Scheidsrechter: Eszter Urban (HUN) |

|                        |                                 |       |             |                                                       |
| 23 november 2011 14:00 | Italië                          | 2 – 0 | Griekenland | Comunale, Trani Scheidsrechter: Floarea Ionescu (ROU) |
| 23 november 2011 14:00 | Gabbiadini 59' Domenichetti 83' |       |             | Comunale, Trani Scheidsrechter: Floarea Ionescu (ROU) |

|                        |                      |       |                                          |                                                                            |
| 15 februari 2012 14:00 | Griekenland          | 2 – 3 | Bosnië en Herzegovina                    | Kleanthis Vikelidis Stadium, Thessaloniki Scheidsrechter: Ginta Pēce (LVA) |
| 15 februari 2012 14:00 | Panteliadou 75', 89' |       | 8', 21' Kuliš 60' Murić 42', 62' Ašćerić | Kleanthis Vikelidis Stadium, Thessaloniki Scheidsrechter: Ginta Pēce (LVA) |

|                     |                                                                      |       |           |                                                                            |
| 31 maart 2012 13:00 | Rusland                                                              | 8 – 0 | Macedonië | Krasnoarmeysk Stadion, Krasnoarmeysk Scheidsrechter: Sjoukje de Jong (NED) |
| 31 maart 2012 13:00 | Morozova 14', 68', 82' Masjina 21', 74', 79' Pertseva 54' Medved 87' |       |           | Krasnoarmeysk Stadion, Krasnoarmeysk Scheidsrechter: Sjoukje de Jong (NED) |

|                     |                |       |            |                                                             |
| 31 maart 2012 15:00 | Griekenland    | 1 – 1 | Polen      | Panionios Stadion, Athene Scheidsrechter: Anja Kunick (GER) |
| 31 maart 2012 15:00 | Moskofidou 38' |       | 20' Sałata | Panionios Stadion, Athene Scheidsrechter: Anja Kunick (GER) |

|                     |                                         |       |                       |                                                                    |
| 31 maart 2012 16:00 | Italië                                  | 4 – 0 | Bosnië en Herzegovina | Stadio Paolo Mazza, Ferrara Scheidsrechter: Esther Azzopardi (MLT) |
| 31 maart 2012 16:00 | Panico 13', 74' Camporese 40' Conti 46' |       |                       | Stadio Paolo Mazza, Ferrara Scheidsrechter: Esther Azzopardi (MLT) |

|                    |         |                |        |                                                                                |
| 4 april 2012 13:00 | Rusland | 0 – 2          | Italië | Krasnoarmeysk Stadion, Krasnoarmeysk Scheidsrechter: Alexandra Ihringova (ENG) |
| 4 april 2012 13:00 |         | 8', 65' Panico |        | Krasnoarmeysk Stadion, Krasnoarmeysk Scheidsrechter: Alexandra Ihringova (ENG) |

|                    |                           |       |                  |                                                                  |
| 4 april 2012 15:00 | Griekenland               | 2 – 2 | Macedonië        | Panionios Stadion, Athene Scheidsrechter: Hilal Tuba Tosun (TUR) |
| 4 april 2012 15:00 | Mitkou 32' Moskofidou 58' |       | 23', 45+1' Rochi | Panionios Stadion, Athene Scheidsrechter: Hilal Tuba Tosun (TUR) |

|                    |                                                                                        |       |           |                                                             |
| 16 juni 2012 15:00 | Italië                                                                                 | 9 – 0 | Macedonië | Olympisch Stadion, Turijn Scheidsrechter: Ausra Kance (LTU) |
| 16 juni 2012 15:00 | Manieri 31', 45' Panico 36', 49', 55' Iannella 53' Camporese 62' Sabatino 73' Tona 78' |       |           | Olympisch Stadion, Turijn Scheidsrechter: Ausra Kance (LTU) |

|                    |                                                          |       |             |                                                                         |
| 16 juni 2012 16:00 | Rusland                                                  | 4 – 0 | Griekenland | Krasnoarmeysk Stadion, Krasnoarmeysk Scheidsrechter: Tanja Schett (AUT) |
| 16 juni 2012 16:00 | Kostjoekova 24' Soeslova 28' Sotsjneva 60' Sjljapina 68' |       |             | Krasnoarmeysk Stadion, Krasnoarmeysk Scheidsrechter: Tanja Schett (AUT) |

|                    |                       |                        |       |                                                                   |
| 16 juni 2012 17:00 | Bosnië en Herzegovina | 0 – 2                  | Polen | Stadion Grbavica, Sarajevo Scheidsrechter: Kateryna Monzoel (UKR) |
| 16 juni 2012 17:00 |                       | 9', 27' (pen.) Żelazko |       | Stadion Grbavica, Sarajevo Scheidsrechter: Kateryna Monzoel (UKR) |

|                    |                                       |       |           |                                                         |
| 20 juni 2012 17:00 | Polen                                 | 4 – 0 | Macedonië | Public stadium, Toruń Scheidsrechter: Petra Chudá (SVK) |
| 20 juni 2012 17:00 | Leśnik 4' Sałata 36', 51' Żelazko 67' |       |           | Public stadium, Toruń Scheidsrechter: Petra Chudá (SVK) |

|                    |                       |                     |         |                                                              |
| 21 juni 2012 17:00 | Bosnië en Herzegovina | 0 – 1               | Rusland | Stadion Grbavica, Sarajevo Scheidsrechter: Morag Pirie (SCO) |
| 21 juni 2012 17:00 |                       | 73' (pen.) Morozova |         | Stadion Grbavica, Sarajevo Scheidsrechter: Morag Pirie (SCO) |

|                         |           |                                                        |         |                                                                                        |
| 15 september 2012 15.30 | Macedonië | 0 – 6                                                  | Rusland | Gotse Deltsjevstadion, Prilep Toeschouwers: 300 Scheidsrechter: Aneliya Sinabova (BUL) |
| 15 september 2012 15.30 |           | 32', 41', 78' Sjljapina 58' Masjina 87', 90' Korovkina |         | Gotse Deltsjevstadion, Prilep Toeschouwers: 300 Scheidsrechter: Aneliya Sinabova (BUL) |

|                         |                       |       |                   |                                                                                            |
| 15 september 2012 17.00 | Bosnië en Herzegovina | 1 – 1 | Griekenland       | Asim Ferhatović Hasestadion, Sarajevo Toeschouwers: 80 Scheidsrechter: Sabine Bonnin (FRA) |
| 15 september 2012 17.00 | Šabić 16'             |       | 56' (pen.) Sidira | Asim Ferhatović Hasestadion, Sarajevo Toeschouwers: 80 Scheidsrechter: Sabine Bonnin (FRA) |

|                         |            |       |       |                                                                                    |
| 16 september 2012 15.00 | Italië     | 1 – 0 | Polen | Stadio Riviera delle Palme Toeschouwers: 390 Scheidsrechter: Kirsi Heikkinen (FIN) |
| 16 september 2012 15.00 | Panico 86' |       |       | Stadio Riviera delle Palme Toeschouwers: 390 Scheidsrechter: Kirsi Heikkinen (FIN) |

|                         |             |       |        |                                                                                   |
| 19 september 2012 16.00 | Griekenland | 0 – 0 | Italië | Nea Smyrnistadion, Athene Toeschouwers: 223 Scheidsrechter: Lina Lehtovaara (FIN) |
| 19 september 2012 16.00 |             |       |        | Nea Smyrnistadion, Athene Toeschouwers: 223 Scheidsrechter: Lina Lehtovaara (FIN) |

|                         |                       |       |           |                                                                                              |
| 19 september 2012 17.00 | Bosnië en Herzegovina | 1 – 0 | Macedonië | Asim Ferhatović Hasestadion, Sarajevo Toeschouwers: 60 Scheidsrechter: Venera Muradova (AZE) |
| 19 september 2012 17.00 | Fetahović 31'         |       |           | Asim Ferhatović Hasestadion, Sarajevo Toeschouwers: 60 Scheidsrechter: Venera Muradova (AZE) |

|                         |               |       |               |                                                                                   |
| 19 september 2012 18.00 | Rusland       | 1 – 1 | Polen         | Rodinastadion, Chimki Toeschouwers: 800 Scheidsrechter: Christine Baitinger (GER) |
| 19 september 2012 18.00 | Korovkina 73' |       | 45' Balcerzak | Rodinastadion, Chimki Toeschouwers: 800 Scheidsrechter: Christine Baitinger (GER) |

Groep 1 · Groep 2 · Groep 3 · Groep 4 · Groep 5 · Groep 6 · Groep 7